# Palais de glace de Saint-Pétersbourg
Le palais de glace de Saint-Pétersbourg (en russe : Ледовый Дворец) est une salle omnisports de Saint-Pétersbourg en Russie. Il a été construit en 1999. Il est desservie par la station Prospekt Bolchevikov de la Ligne 4 du métro de Saint-Pétersbourg.
Elle accueille notamment l'équipe de hockey sur glace du SKA Saint-Pétersbourg de la Ligue continentale de hockey. La patinoire a une capacité de 12 300 spectateurs.

## Évènements
- Coupe de Russie 2001
- Coupe de Russie 2005
- Les finales du Grand Prix ISU de patinage artistique des saisons 2002/2003 et 2006/2007
- Match des étoiles de la MHL 2010.
- Match des étoiles de la KHL 2011.

Concert de Britney Spears dans le cadre de son Femme Fatale Tour, le 22 septembre 2011